# Medicina penitenziaria
La medicina penitenziaria è quella branca della medicina che si occupa dell'assistenza della popolazione detenuta all'interno delle carceri. Tale ruolo in Italia attualmente è svolto da medici anche privi di una specializzazione per conto delle ASL, mentre in passato tale figura professionale era alle dipendenze del Ministero della Giustizia. A tale ruolo sono affiancate anche altre figure professionali come l'infermiere, gli specialisti afferenti a diverse specializzazioni che possono operare all'interno degli istituti, lo psicologo, l'operatore socio-assistenziale ed il personale amministrativo.

## Il paziente detenuto
Il detenuto dal punto di vista dell'assistenza sanitaria è equiparato legalmente in tutto e per tutto ai cittadini liberi, tuttavia la condizione di detenzione presenta delle peculiarità nella sua gestione dovute a:
- diversa prevalenza di determinate patologie rispetto alla popolazione generale
- presenza di determinati quadri sintomatologici che sono esclusivi del paziente detenuto
- necessaria continua dialettica fra esigenze sanitarie e custodiali che si estrinseca fra le figure sanitarie e quelle dell'Amministrazione Penitenziaria e Giudiziaria
- disagio secondario alla condizione detentiva che è caratterizzata da stress dato dalla limitazione sia fisica sia comportamentale operata sui ristretti, che non di rado porta a scontro fra il paziente e le altre figure professionali che operano nella struttura (comprese quelle sanitarie). La limitazione dei contatti con l'esterno inoltre rende questa condizione per i detenuti più dura rispetto a quanto accade con il personale, in quanto limita ulteriormente la possibilità di sfogo della tensione accumulata

### Il trauma da ingresso in carcere
Il trauma da ingresso in carcere è espressione del disagio del detenuto che si manifesta all'ingresso in un istituto di detenzione ed è uno dei quadri clinici più studiati nell'ambito della medicina penitenziaria. Tale quadro clinico si manifesta acutamente all'ingresso del detenuto "nuovo giunto" in istituto, raggiunge l'apice dopo circa 24 ore per poi regredire nel giro di qualche giorno. La sintomatologia può comparire sia al primo ingresso di un detenuto in carcere sia al momento degli ingressi successivi (di solito mostrando in quest'ultimo caso sintomatologia di entità più ridotta). I sintomi coinvolgono diversi apparati:
- apparato circolatorio: ipertensione, tachicardia, extrasistoli e anomalie all'elettrocardiogramma
- sistema nervoso: ansia, insonnia, vertigini, astenia
- apparato digerente: inappetenza, gastrite, stipsi

Questo quadro clinico è secondario alla permanenza in spazi ristretti, alla mancanza di intimità in presenza di persone estranee nella stessa cella ed alla perdita degli affetti e dello status socio-economico precedenti alla detenzione; motivo per cui i soggetti con un livello socio-culturale più alto sono generalmente quelli che presentano sintomi più intensi. Il periodo di ingresso in carcere è quindi quello più a rischio per i detenuti, tanto che almeno il 50% dei suicidi si verificano proprio in questo periodo.

### Il rapporto medico-paziente in carcere
In carcere tutta la vita del detenuto è condizionata dai regolamenti interni dell'istituto che sono diversi per ogni struttura e ne limitano grandemente la libertà di scelta e l'autodeterminazione; inoltre per il detenuto, al contrario dei pazienti in libertà, non è possibile la scelta di un proprio medico di fiducia e tutti gli spostamenti, sia dentro che fuori dall'istituto, sono seguiti dagli agenti di polizia penitenziaria. Questo complesso quadro relazionale porta molti ristretti a ritenere il personale sanitario come "componente" del sistema che lo tiene in custodia ed i trattamenti sanitari quasi come un obbligo e non di rado infatti questi vengono rifiutati, anche con intento di protesta verso l'Amministrazione Penitenziaria o la stessa Area Sanitaria. A rendere il quadro ancora più critico provvedono anche l'enorme carico burocratico ed i lunghi tempi d'attesa necessari al trasferimento dei ristretti in ospedale per l'effettuazione di visite specialistiche, esami ed interventi non disponibili entro le mura dell'istituto (in tal modo creando un divario fra l'assistenza reperibile dentro il carcere rispetto a quella ottenibile da un cittadino libero, che può anche accedere più facilmente a specialisti privati, cosa che invece più difficilmente può fare un recluso).
Altri problemi importanti che influenzano spesso la relazione con il detenuto sono le frequenti tossicodipendenze e/o la presenza di disturbi di personalità,quadri clinici che portano spesso il detenuto a "pretendere" determinate prestazioni (es. somministrazione di psicofarmaci) 
Non di rado capita inoltre che il detenuto simuli di avere delle patologie con l'intento di ottenere dei benefici di pena, dei farmaci o di uscire dall'istituto anche solo per poche ore; questa situazione, unita alla carenza interna alle mura di strumentazione diagnostica ed al fatto che l'anamnesi non è sempre attendibile porta il medico penitenziario a doversi spesso fidare unicamente dell'esame obbiettivo e della semeiotica per decidere il da farsi (in quanto far uscire dall'istituto un detenuto per accertamenti urgenti è sempre una procedura che potrebbe presentare rischio di fuga o comunque di sovraccarico di lavoro per il personale di polizia già spesso sotto organico). 
Nonostante quindi il rapporto medico-paziente all'interno di un carcere non possa quindi sempre essere improntato sulla fiducia reciproca, il medico per il detenuto spesso e volentieri è una delle poche "valvole di sfogo" per le sue condizioni cliniche e non, motivo per cui oltre ad avere una preparazione clinica adeguata al contesto, il medico penitenziario spesso si trova anche a gestire situazioni comunicative e umane difficili, con carico elevato di stress anche per se stesso.

## La popolazione detenuta
Le carceri italiane sono cronicamente sovraffollate, questo rende i penitenziari quindi dei posti privilegiati dove possono facilmente diffondersi malattie infettive come la tubercolosi, le epatiti virali, la sifilide o l'AIDS (sia mediante rapporti sessuali non protetti sia mediate l'utilizzo condiviso di aghi rudimentali per il disegno di tatuaggi). 
Sebbene la maggioranza dei detenuti siano maschi sono tuttavia presenti sul territorio anche sezioni di detenute, che presentano ovviamente caratteristiche cliniche e patologie differenti, inoltre in alcuni casi queste convivono con i propri figli piccoli. Anche i minorenni detenuti nelle carceri minorili presentano ovviamente caratteristiche cliniche e comportamentali peculiari e spesso secondarie alle loro condizioni di vita anche prima della detenzione (motivo per cui nell'operare in tali strutture sono importanti anche conoscenze nell'ambito della pediatria e della ginecologia)
Gli stranieri rappresentano una componente molto rappresentata all'interno delle carceri italiane, che comporta una gestione complessa sia per quanto riguarda il divario socio-culturale e linguistico sia per le differenti patologie e reazioni comportamentali che spesso manifestano. Spesso inoltre il detenuto straniero che finisce in carcere è il risultato di un fallimentare progetto di vita che porta il ristretto ad isolarsi dalla famiglia che lo ha aiutato ad emigrare, ed impossibilitato a tornare nel paese di origine a vivere di espedienti e quindi finire in carcere, spesso dopo aver affrontato un percorso di immigrazione traumatizzante. Nel caso dei detenuti stranieri di solito le patologie manifestate non sono importate dal paese di origine, ma sono la conseguenza della vita precaria condotta in Italia (in quanto un migrante ammalato difficilmente riesce a raggiungere il nostro paese; tale effetto è denominato "effetto migrante sano").
Oltre alle malattie infettive ed a quelle psichiatriche/tossicodipendenze, in generale la popolazione detenuta è molto più malata di quella libera. Altre patologie importanti come prevalenza in ambito penitenziario sono quelle odontoiatriche (dovute spesso a scarsa igiene orale), cardiologiche (dovute a stile di vita sedentario ed alimentazione spesso inadeguata), a carico dell'apparato digerente ed ortopediche spesso secondarie a traumi dovuti ad un ambiente violento.

## Area critica in medicina penitenziaria
Le situazioni che ricadono nell'area critica in ambito penitenziario sono il primo ingresso, le urgenze e l'attività di Pronto Soccorso, la gestione delle malattie infettive, delle patologie psichiatriche e delle tossicodipendenze.

### Visita di primo ingresso
Va effettuata appena possibile quando un Nuovo Giunto entra in istituto e comunque non oltre le 24 ore. Ha come obiettivo offrire sostegno psicologico, eseguire una valutazione dell'igiene personale e clinica completa, fornire informazioni ed eventualmente attivare i servizi di supporto. Durante questa visita è necessario valutare se il detenuto è idoneo alla permanenza in istituto (in caso contrario procedere all'invio in Pronto Soccorso). Particolare attenzione va posta in questa sede nella ricerca di lesioni traumatiche (che vanno refertate), segni di malattie infettive o riscontro di elevato rischio suicidario (che se presente comporta l'applicazione di protocolli di prevenzione specifici).

### Urgenze e Pronto Soccorso
Oltre alle urgenze/emergenze mediche e chirurgiche riscontrabili sul territorio l'ambito penitenziario spesso presenta condizioni di emergenza/urgenza caratteristiche come le intossicazioni da alcool/stupefacenti, i traumi da causa violenta, gli atti di autolesionismo (tagli autoprocurati, ingestione di corpi estranei, ecc...), le condotte eteroaggressive da stress ed i tentativi anticonservativi. Tali condizioni inoltre come già detto devono essere spesso valutate in sede prima di decidere un invio in Pronto Soccorso (che va comunque effettuato in caso di dubbio) spesso senza l'ausilio di esami strumentali, disponendo della sola clinica con i limiti già citati ed, in caso di invio, con la necessità di interagire con l'Amministrazione Penitenziaria.

### Gestione delle tossicodipendenze
Nelle carceri è spesso presente in consulenza il servizio del SERT per la gestione dei pazienti tossicodipendenti (in particolare viene fornito da questo servizio il metadone per trattare la tossicodipendenza da oppiacei), tuttavia in carcere il detenuto tossicodipendente in alternativa alla droga difficilmente reperibile di solito ricorre all'utilizzo di altre sostanze per raggiungere gli effetti che desidera, utilizzando psicofarmaci, gas delle bombolette per cucinare, alcool distillato in cella a partire da frutta lasciata macerare o anche farmaci non psicotropi come gli antinfiammatori o e gli antispastici che se assunti con modalità diverse da quelle previste (ad esempio fumati o sniffati) e miscelati con altre sostanze possono avere effetto psicotropo. Questi comportamenti ovviamente sono ad altissimo rischio di provocare un'overdose o un'intossicazione da farmaci, anche in virtù del fatto che tali detenuti tendono ad accumulare tali molecole in cella o a scambiarsele in modo clandestino eludendo la sorveglianza per aumentarne gli effetti. 
Da tenere inoltre presente che nei detenuti le tossicodipendenze sono spesso correlate a patologie psichiatriche e che il fumo di tabacco è estremamente diffuso.
Il SERT nel carcere oltre a gestire direttamente i pazienti si occupa anche dei trattamenti riabilitativi tramite l'invio in comunità terapeutica di detenuti selezionati, con il benestare dell'Autorità Giudiziaria.

### Gestione delle patologie psichiatriche
Le patologie di Asse I del DSM IV (disturbi psicotici e dell'umore) sono meno rappresentate in carcere rispetto a quelle di Asse II, tuttavia sono di difficile gestione per l'impossibilità ad effettuare in istituto il trattamento sanitario obbligatorio. Il servizio psichiatrico penitenziario in caso di necessità (disturbi maniacali o psicotici gravi, disturbi dell'umore che possono portare al suicidio) può disporre tramite il medico penitenziario all'Amministrazione un incremento del livello di Sorveglianza dello stesso. Lo stesso provvedimento può essere disposto anche in caso di autolesionismo (spesso attuato come forma di protesta o per esprimere un disagio). I provvedimenti di incremento della Sorveglianza sono detti "Grande Sorveglianza", "Grandissima Sorveglianza" e "Sorveglianza a Vista" in funzione dell'entità dell'attenzione aggiuntiva riservata al detenuto.

### Gestione delle malattie infettive
Le patologie infettive più diffuse in ambito penitenziario sono le epatiti virali e l'AIDS. A tutti i detenuti all'ingresso viene offerto lo screening per la diagnosi di queste patologie, che tuttavia in molti casi viene rifiutato rendendo difficile stimarne la prevalenza. L'ambiente chiuso ed il sovraffollamento, così come i comportamenti a rischio (tatuaggi e rapporti sessuali non protetti, in quanto i profilattici non sono permessi in carcere) sono fattori importanti che ne garantiscono la diffusione all'interno dell'istituto.
L'infezione da HIV in carcere di solito è correlata allo stato di tossicodipendenza, una AIDS grave con bassa conta dei linfociti CD4+ può essere motivo di differimento della pena o della concessione di misure alternative alla detenzione.
La tubercolosi in passato ha provocato diversi morti in carcere in era preantibiotica, tuttavia negli ultimi anni sebbene non siano state più riscontrate epidemie non è raro rinvenire dei casi che vanno isolati o anche ricoverati in ospedale.
Altre malattie infettive che si possono trovare in carcere sono la sifilide, le altre malattie sessualmente trasmesse e la scabbia.

## Sanità penitenziaria
I presidi sanitari all'interno degli istituti sono diretti da un Medico Responsabile di Presidio (Dirigente Sanitario) che però ha autonomia limitata in quanto anche lui nel suo operato deve sottostare ai regolamenti interni decisi dalla Direzione dell'istituto. I presidi si possono quindi suddividere in 3 categorie a seconda del numero e della tipologia di detenuti che assistono:
- primo livello: presenza del servizio di Guardia Medica in determinate fasce orarie
- secondo livello: presenza del servizio di guardia medica h24 7 giorni su 7 e di consulenti specialisti in maniera limitata
- terzo livello: presenza di guardia medica h24 7 giorni su 7, consulenze specialistiche meno limitate, possibilità di ricovero ospedaliero di media intensità all'interno della struttura.

Alcune strutture di secondo e terzo livello includono anche servizi di osservazione psichiatrica o di riabilitazione fisioterapica.

### Personale sanitario
Il personale sanitario operante nelle strutture penitenziarie è così suddiviso:
- medici di ruolo: assunti tramite concorso nazionale (di numero sempre più limitato in quanto assunti in passato con vecchi contratti esclusivi stipulati direttamente dall'Amministrazione Penitenziaria)
- medici incaricati: sono i medici responsabili dei singoli presidi e sono di norma assunti a seguito di un concorso (in alcuni casi l'incarico viene dato tramite una sanatoria anche a medici precari). Oltre a quanto detto tali soggetti garantiscono la continuità assistenziale dei detenuti, la sorveglianza igienico-ambientale, svolgono valutazioni medico-legali e mansioni specifiche stabilite per legge (ad esempio relazionano in modo obbiettivo sull'idoneità dei detenuti al regime detentivo o ne consigliano il trasferimento per motivi di cura), oltre a fornire educazione sanitaria sia ai detenuti sia al personale impiegato nella struttura
- il Servizio Integrativo di Assistenza Sanitaria (SIAS) è costituito da medici di guardia (assunti con i contratti più vari) che oltre a prestare eventuali prestazioni di primo soccorso e necessarie allo svolgimento di alcune attività (ad esempio il Nulla Osta alla traduzione dei detenuti presso i tribunali o gli ospedali) svolgono spesso anche parte del ruolo del medico incaricato (visite mediche ordinarie, relazioni, ecc...), che non sempre è presente in struttura
- medici specialisti convenzionati
- infermieri
- operatori socio-assistenziali
- altre figure tecniche-amministrative